# Kyle Langford
Kyle Langford (né le 2 février 1996) est un athlète britannique, spécialiste du 800 mètres.

## Biographie
Troisième des championnats du monde cadets 2013, il se classe huitième des championnats du monde juniors de 2014. En 2015, il devient champion d'Europe junior à Eskilstuna et s'incline dès les séries des championnats du monde de Pékin.
En 2017, il porte son record personnel à 1 min 45 s 45 à l'occasion du meeting de Londres. Sélectionné pour les championnats du monde à Londres, il se qualifie pour la finale où il termine 4e en 1 min 45 s 25, record personnel.

## Palmarès
| Date | Compétition                   | Lieu       | Résultat | Épreuve | Temps         |
| ---- | ----------------------------- | ---------- | -------- | ------- | ------------- |
| 2013 | Championnats du monde cadets  | Donetsk    | 3e       | 800 m   | 1 min 48 s 32 |
| 2014 | Championnats du monde juniors | Eugene     | 8e       | 800 m   | 1 min 55 s 21 |
| 2015 | Championnats d'Europe juniors | Eskilstuna | 1er      | 800 m   | 1 min 48 s 99 |
| 2017 | Championnats du monde         | Londres    | 4e       | 800 m   | 1 min 45 s 25 |
| 2018 | Jeux du Commonwealth          | Gold Coast | 2e       | 800 m   | 1 min 45 s 16 |

## Records
| Épreuve | Temps         | Lieu   | Date         |
| ------- | ------------- | ------ | ------------ |
| 800 m   | 1 min 44 s 83 | Monaco | 14 août 2020 |